# سیف الدرع
سیف الدرع (انگلیسی: Seif El-Deraa؛ زادهٔ ۱۹ سپتامبر ۱۹۹۸)  بازیکن هندبال اهل مصر است.

وی در مسابقات کشوری و بین‌المللی در مجموع برندهٔ ۱ مدال نقره، ۱ مدال برنز شده‌است.